# N-Méthylformamide
Pour les articles homonymes, voir NMF (homonymie).
Le N-méthylformamide (NMF) est un composé organique de formule chimique HCONHCH3. Il s'agit d'un liquide incolore et quasiment inodore totalement soluble dans l'eau. Il est utilisé essentiellement comme réactif dans diverses synthèses organiques avec quelques applications comme solvant polaire.
Le N-méthylformamide est étroitement apparenté aux autres formamides, notamment le formamide HCONH2 et le diméthylformamide (DMF) HCON(CH3)2, mais sa production et son utilisation sont nettement moins importantes ; le diméthylformamide est ainsi utilisé comme solvant préférentiellement au N-méthylformamide en raison de sa plus grande stabilité.
Le N-méthylformamide est généralement produit en faisant réagir de la méthylamine avec du formiate de méthyle :
CH3NH2 + HCOOCH3 → CH3NHCHO + CH3OH.
Une alternative moins courante consiste en la transamidation du formamide sur la méthylamine :
CH3NH2 + HCONH2 → CH3NHCHO + NH3.
La N-méthylformamide a été détectée dans le milieu interstellaire.